# Diario 1941-1943
Diario 1941-1943, noto anche come Diario di Etty Hillesum, è un libro scritto da Etty Hillesum durante la Seconda guerra mondiale; venne pubblicato nel 1981.

## Storia editoriale
Venne scritto come diario dal 1941 fino al 6 settembre 1943, data nella quale compare l'ultima annotazione prima che, il giorno successivo, l'autrice venisse deportata.
Il manoscritto rimase in possesso dalla famiglia Smelik che tentò di pubblicarlo, riuscendoci solo nel 1981, quando le varie parti che componevano il diario furono raccolte e pubblicate dalla casa editrice De Haan con il titolo Het verstoorde leven (La vita disturbata); venne poi tradotto e pubblicato in altre lingue:
- inglese: Etty - A Diary. (1983)
- tedesco: The Thinking Herz der Baracke. (1983)
- danese: Et kraenket liv. (1983)
- norvegese: Det tenkende hjerte. (1983)
- svedese: Det förstörda livet. (1983)
- finlandese: Päiväkirja, 1941-1943. (1984)
- portoghese: Una Vida Interrompida. (1984)
- italiano: Diario 1941-1943. (1985)
- spagnolo: Una Vida Interrompida. (1985)
- Ivrit: Chajjiem Kerotiem; Sciarpa Jomana. (1985)
- giapponese (1985)
- ungherese
- francese: Une Vie Bouleversée. Journal 1941-1943 (1985).

## Contenuti
Il curatore del Diario, Jan Geurt Gaarlandt, nella sua introduzione afferma che Etty Hillesum scrisse un "contro-dramma": la sua liberazione individuale nel contesto del dramma dello sterminio nazista del popolo ebraico. Lei passò da una situazione di: 
(10 novembre 1941)
 a una nuova coscienza di distacco dai beni materiali, di "decantazione" delle esperienze vissute, di valorizzazione dei gesti quotidiani: 
(3 luglio 1942)
Nel suo percorso di ricerca individuale la Hillesum trovò un nuovo atteggiamento verso la vita, che il curatore del Diario definisce "altruismo radicale", nel tentativo di «aiutare Dio il più possibile», abbandonarsi in lui senza la necessità di riconoscersi in una specifica confessione di fede.
Un frammento del suo Diario, scritto il 20 giugno 1942, in piena occupazione dei Paesi Bassi, riporta:
Una pace futura potrà esser veramente tale solo se prima sarà stata trovata da ognuno in sé stesso – se ogni uomo si sarà liberato dall'odio contro il prossimo, di qualunque razza o popolo, se avrà superato quest'odio e l'avrà trasformato in qualcosa di diverso, forse alla lunga in amore se non è chiedere troppo. È l'unica soluzione possibile. E così potrei continuare per pagine e pagine. Quel pezzetto d'eternità che ci portiamo dentro può esser espresso in una parola come in dieci volumi. Sono una persona felice e lodo questa vita, la lodo proprio, nell'anno del Signore 1942, l'ennesimo anno di guerra.»
(Diario, pp. 126-127)
Considerando Dio «la parte più profonda e ricca di me, in cui riposo», Etty trova una serenità mistica che farà sempre parte del suo cammino, fino alla fine. Il professor Giorgio Pantanella definisce la sua una "spiritualità del quotidiano", riconducibile a varie fedi religiose.
Importante è la concezione del divino che emerge dalle pagine del Diario. A un Dio trascendente, esterno, come può essere inteso quello dell'ebraismo tradizionale, Etty oppone, con le sue parole, un Dio interiore, trovato nelle profondità del sé. Con un atto di scavo interiore allora si può riesumare quella "Forma Perfetta" che ogni essere umano conserva nel profondo di sé, la scintilla che anima ogni vita.
Un'interpretazione filosofica stricto sensu delle parole della Hillesum è fornita da Ulrich Beck nella sua opera Il Dio Personale (Der Eigene Gott), in cui il sociologo tedesco riflette dapprima sul concetto di secolarizzazione e poi sullo slittamento che avrebbe portato la concezione di un Dio trascendente a trasmutarsi in Dio personale, intimo.